# Robert Duncan (compositore)
Robert Duncan (Toronto, 1973) è un compositore canadese specializzato in musiche per il cinema e la televisione.

## Biografia
Robert Duncan nacque a Toronto da una famiglia di musicisti. Suo bisnonno componeva musica per film muti in Inghilterra mentre altri parenti collaborarono con compositori del calibro di Ralph Vaughan Williams e Benjamin Britten. Duncan frequentò la Claude Watson School for the Arts quando era bambino e imparò a suonare l'organo e la tromba. In seguito ottenne una laurea in musica alla York University. Si trasferì quindi a Los Angeles, dove lavorò in qualità di stagista per i due compositori John Welsman e Lou Natale.
Duncan esordì come compositore cinematografico nel 1997 per la produzione televisiva canadese Dead Love, ma ottenne maggiore attenzione dopo aver lavorato alle musiche di Buffy l'ammazzavampiri, The Unit e Lie to Me. Nel nuovo millennio, oltre ad aver realizzato le musiche di Last Resort, Duncan compose le partiture di Castle e Missing che vennero entrambe nominate agli Emmy Award.
Duncan fece anche un'apparizione nel quattordicesimo episodio della quarta stagione di Castle, in cui impersona un pianista di un club jazz.

## Filmografia

### Cinema
- 2005 – Return of the Living Dead: Rave to the Grave, regia di Ellory Elkayem
- 2005 – Return of the Living Dead: Necropolis, regia di Ellory Elkayem
- 2007 – Shattered - Gioco mortale, regia di Mike Barker
- 2009 – Trappola in fondo al mare 2 - Il tesoro degli abissi, regia di Stephen Herek
- 2011 – The Entitled, regia di Aaron Woodley
- 2017 – Spark, regia di Aaron Woodley

### Televisione
- 1996 – PSI Factor
- 2001 – Starhunter
- 2001 – Blue Murder
- 2002 – Buffy l'ammazzavampiri
- 2003 – Tru Calling
- 2005 – Point Pleasant
- 2006 – The Unit
- 2006 – Vanished
- 2009 – Castle
- 2009 – Lie to Me
- 2010 – The Gates - Dietro il cancello
- 2010 – Terriers - Cani sciolti
- 2011 – The Chicago Code
- 2012 – Last Resort
- 2012 – Missing
- 2014 – Rush
- 2016 – The Family
- 2016 – Mad Dogs
- 2016 – Timeless
- 2017 – S.W.A.T.